# Alex Spanos
Alexander Gus Spanos, dit Alex Spanos (né le 28 septembre 1923 à Stockton (Californie) et mort le 9 octobre 2018[réf. nécessaire]), est un milliardaire américain d'origine grecque dans le domaine de l'immobilier. 
Parti de rien, il est le fondateur de A. G. Spanos Companies (en) et l'actionnaire majoritaire des Chargers de Los Angeles en National Football League (NFL).

## Biographie

### Enfance et éducation
Alex Spanos est né à Stockton en Californie de parents immigrés grecs, Constantino et Evanthia Spanos. Son père était propriétaire d'une boulangerie, où le jeune Spanos a commencé à travailler dès l'âge de huit ans. 
En 1942, Alex Spanos abandonna ses études à la California Polytechnic School et rejoignit la formation de l'armée de l'air en tant que pilote, mais quitta le programme et servit à la place de mitrailleur pendant la Seconde Guerre mondiale. Spanos a obtenu des diplômes universitaires en natation et en plongée à l'université du Pacifique à Stockton.

### Carrière

#### Dans l'immobilier
En 1951, Alex Spanos emprunte 800 dollars à un banquier local pour acheter un camion grâce auquel il vendait des sandwichs aux ouvriers agricoles migrants de la vallée de San Joaquin. 
En 1955, il avait gagné son premier million de dollars. Il a investi ses revenus dans l'immobilier et, à la suggestion de ses comptables, a commencé à construire des appartements. 
En 1960, il fonda A. G. Spanos Companies, qui, en 1977, était devenu le plus grand constructeur d'appartements aux États-Unis,. La société est basée à Stockton et possède 10 filiales.

#### Dans le sport
En 1984, Alex SpanosSpanos achete 60,3 % des Chargers de San Diego (aujourd'hui nommé Chargers de Los Angeles) au propriétaire majoritaire Eugene Klein pour 48,3 millions de dollars. Au cours des 10 années suivantes, il a racheté les actions de plusieurs petits copropriétaires, portant ainsi le contrôle de son équipe à 97 %. 
Les 3 % restants étaient détenus par le restaurateur de San Diego, George Pernicano, investisseur dans l'équipe quelques années après sa création, jusqu'à la mort de Pernicano en octobre 2016. Depuis 1993, le fils de Spanos, Dean, s’occupe des opérations quotidiennes de la franchise. Selon Forbes, les Chargers de San Diego valent 995 millions de dollars en 2015.

### Soutien politique
Sur le plan politique, il soutient le Parti républicain. Il a notamment versé plusieurs millions de dollars pour la campagne de réélection de George W. Bush en 2004. Il verse également des fonds à un Super PAC pour le financement de la campagne de Mitt Romney lors de l'élection présidentielle américaine de 2012.

## Publication
- (en) Alex Spanos, Sharing the Wealth : My Story, États-Unis, Regnery Publishing, 15 avril 2002 (ISBN 0895261588)